# Сървайвър: Тайланд
"Сървайвър: Тайланд" (на английски: Survivor: Thailand) е петата част на популярното американско реалити шоу „Сървайвър“. То е заснето през лятото на 2002 година и излиза в ефир от 19 септември - 19 декември 2002 година по телевизия CBS. То е заснето на остров Ко Тарутао в Тайланд. Четиринадесет епизода излизат в ефир седмично. Двете първоначални племена са Чуай Ган („взаимна помощ“ на тайландски) и Сук Джай („щастливо сърце“ на тайландски). В края на краищата те се сливат в племето Чуай Джай. На 19 декември 2002 година, Брайън Хайдик побеждава Клей Джордан чрез гласуване 4-3 за да стане единственият оцелял.
Сезонът въвежда няколко нови неочаквани обрата в играта. Първият се случва в Ден 1, когато на двамата най-възрастни участници, Джейк Билингсли и Джен Джентри, им се дава правото да изберат собствените си племена. Това е първият път в историята на „Сървайвър“, в който двете първоначални племена не се преизбират от режисьорите. Вторият такъв е предложение за бунт: на всеки от дванадесетте останали участници им се дава възможността да напуснат племето си и да се присъединят към другото ако желаят. Никой не приема предложението (неочакваният обрат се използва отново в по-късния сезон "Сървайвър: Острови Кук", този път успешно). Никога не се е потвърждавало дали би имало действителен бунт, или дали това би се случило ако някой бе приел да напусне племето си.
Големият неочакван обрат на сезона е „фалшивото сливане“: когато остават 10 играчи, обичайното време за сливане, двете племена се местят на един плаж, с очакващо ги угощение. Двете племена приемат това за сливане, и Шии Ан Хуанг опитва да се възползва от това като открито се опитва да се съюзи с „бившето“ противоположно племе. На следващото състезание, на което те присъстват, обаче, на двете племена им се съобщава, че живеят на един плаж, но не са обединени. Това дава нежелан резултат за Хуанг тъй като племето ѝ губи Състезанието за Неприкосновеност, и тя бива елиминирана поради прекаленото ѝ заговорничество.
Джеф Пробст заявява, че не обича сезона, стигайки толкова далеч, че го нарича неговия най-малко любим. Той характеризира сезона като долен и помрачен с враждебност и грозота, дори нарича Брайън, Клей, Хелън, и Джен „най-малко приятната финална четворка.“
Шии Ан е единственият представител на сезона, който се появява като участник в "Сървайвър: All-Stars", където се класира 6-и.